# 2014年納米比亞大選
2014年納米比亞大選是於2014年11月28日在納米比亞舉行的大選，藉此選出納米比亞總統及國會議員。現任總統希菲凱普涅·波漢巴因連任至多一次的限制而無法再參選。

## 人组党
2008年，納米比亞的执政党纳米比亚人组党（SWAPO）表示，黨的每個選舉候選人將會由四個核心的委員會成員決定。2011年3月，SWAPO又宣布於黨內副主席選舉獲勝者，同時亦能成為2014年總統選舉的候選人。因為前兩任總統薩姆·努喬馬、希菲凱普涅·波漢巴皆為奧萬博人，某些高層如Kazenambo Kazenambo主張SWAPO推派的候選人應非奧萬博人出身。還有一方意見希望讓女性出馬競選。SWAPO則回應，候選人會在2012年的黨內選舉以民主方式決定。

## 結果
納米比亞選舉委員會在2014年12月1日公佈選舉結果，執政黨西南非洲人民組織在議會選舉大勝，現任總理哈格·根哥布在總統選舉以86.73%的得票率當選為新一任總統。